# Ashtiname de Mahoma

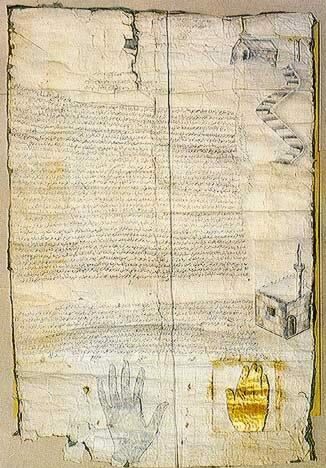
El Ashtiname de Mahoma.

El Ashtiname o Achtiname (en árabe: دير سانت كاترين‎; en griego: Αχτιναμέ του προφήτη Μοχάμεντ; en persa: آشتی‌نامه محمد‎) es un documento que data del siglo VII escrito en forma de compromiso de protección, conferido por el profeta musulmán Mahoma al monasterio ortodoxo de Santa Catalina en la Península del Sinaí.
Āshtīnāmeh (ɒʃtinɒme) es una palabra de origen persa que significa "libro de paz", un concepto persa para denominar a un tratado o convenio.

## Historia
Según la tradición de los monjes, Mahoma frecuentaba el monasterio y mantuvo excelentes relaciones y debates con los padres del Sinaí.
Varias copias históricas certificadas se exhiben en la biblioteca de Santa Catalina, algunas de ellas con testimonio de cadíes del islam para afirmar su autenticidad histórica. Los monjes sostienen que durante la conquista de Egipto por el Imperio otomano en la Guerra otomano-mameluca (1516-1517), el documento original fue incautado del monasterio por soldados otomanos y llevado al palacio del sultán Selim I en Estambul para su custodia. Se realizó entonces una copia para compensar su pérdida en el monasterio. También parece que la carta fue renovada bajo los nuevos gobernantes, como sugieren otros documentos del archivo. Las tradiciones sobre la tolerancia mostrada hacia el monasterio se consignaron en documentos gubernamentales emitidos en El Cairo y, durante el Egipto otomano (1517–1798), el Pachá de Egipto reafirmaba anualmente sus protecciones.
En 1916, Na'um Shuqayr publicó el texto árabe del Ashtiname en su Tārīkh Sīnā al-qadīm o Historia del Sinaí antiguo. El texto árabe, junto con su traducción al alemán, se publicó por segunda vez en 1918 en la obra de Bernhard Moritz Beiträge zur Geschichte des Sinai-Klosters.
El Testamentum et pactiones inter Mohammedem et Christianae fidei cultores, publicado en árabe y latín por Gabriel Sionita en 1630, representa una alianza concluida entre Mahoma y los cristianos del mundo. No es una copia del Ashtiname.
Los orígenes del Ashtiname han sido objeto de diversas tradiciones, conocidas sobre todo por los relatos de viajeros europeos que visitaron el monasterio. Entre estos autores se incluyen el caballero francés Greffin Affagart (m. c. 1557), el viajero francés Jean de Thévenot (m. 1667) y el prelado inglés Richard Pococke, quien incluyó una traducción inglesa del texto.

## Documento
- Wikisource contiene obras originales de o sobre Una traducción al inglés del texto completo está disponible en Wikisource..

### Traducción inglesa delAshtinamepor Anton F. Haddad
Esta es una carta emitida por Mahoma, ibn Abdalá, el Mensajero, el Profeta, el Fiel, enviado a todos los pueblos como un depósito por parte de Dios para todas Sus criaturas, a fin de que no tengan alegato contra Dios en lo sucesivo. En verdad, Dios es el Poderoso, el Sabio. Esta carta va dirigida a los que abrazan el islam, como Pacto dado a los seguidores del Nazareno en Oriente y Occidente, los lejanos y los cercanos, los árabes y los extranjeros, los conocidos y los desconocidos.
Esta carta contiene el juramento que se les concede, y quien desobedezca lo que en ella se halla será tenido por desobediente y transgresor de aquello que le es mandado. Será considerado como quien ha corrompido el juramento de Dios, ha descreído de Su Testamento, ha rechazado Su Autoridad, ha despreciado Su Religión y se ha hecho merecedor de Su Maldición, ya sea sultán u otro creyente del islam.
Siempre que monjes, devotos y peregrinos se reúnan, ya sea en una montaña o valle, o cueva, o lugar frecuentado, o llanura, o iglesia, o en casas de culto, en verdad Nosotros estamos detrás de ellos y los protegeremos, así como sus bienes y sus costumbres, por Mí mismo, por Mis amigos y por Mis auxiliares, porque son Mis súbditos y están bajo Mi protección.
Les eximiré de aquello que pueda perturbarles; de las cargas que otros pagan como juramento de lealtad. No deben dar nada de sus ingresos salvo lo que les plazca; no han de ser ofendidos, ni perturbados, ni coaccionados ni compelidos. Sus jueces no deben ser cambiados ni impedidos de cumplir sus oficios, ni los monjes molestados en el ejercicio de su orden religiosa, ni las personas de reclusión impedidas de habitar en sus celdas.
A nadie le está permitido saquear a sus peregrinos, ni destruir o estropear sus iglesias o casas de culto, ni tomar cosa alguna de lo contenido en estas casas y llevarlo a las casas del islam. Y quien sustrajere algo de ellas habrá corrompido el juramento de Dios y, en verdad, desobedecido a Su mensajero.
No se impondrán capitaciones a sus jueces, monjes y a quienes tienen por ocupación el culto de Dios; ni se les tomará otra cosa, sea multa, tributo o derecho injusto. En verdad, mantendré su pacto, dondequiera que estén, en el mar o en la tierra, en Oriente u Occidente, en el Norte o en el Sur, pues están bajo Mi protección y el testamento de Mi salvaguarda, contra todo aquello que aborrezcan.
No se recaudarán diezmos ni tributos de quienes se consagran al culto de Dios en las montañas, ni de quienes cultivan las Tierras Santas. Nadie tiene derecho a interferir en sus asuntos ni a emprender acción alguna contra ellos; en verdad, esto es para otros y no para ellos. Antes bien, en las cosechas, se les dará un kadah por cada ardab de trigo (unos cinco bushels y medio) como provisión para ellos, y nadie tiene derecho a decirles que es demasiado ni a pedirles impuesto alguno.
En cuanto a los que poseen bienes, los acaudalados y los mercaderes, la capitación que de ellos se tome no excederá de doce dírhams por cabeza al año.
No se les obligará a emprender viajes, ni a ser forzados a ir a la guerra ni a portar armas; pues los musulmanes han de combatir por ellos. No disputéis ni discutáis con ellos, sino proceded según el versículo registrado en el Corán: «No disputéis con la Gente del Libro sino de la mejor manera». Así vivirán favorecidos y protegidos de cuanto les ofenda por parte de los Predicadores de la religión (islam), dondequiera que estén y en cualquier lugar que habiten.
Si alguna mujer cristiana se casa con un musulmán, tal matrimonio no tendrá lugar sino con su consentimiento, y no se la impedirá ir a su iglesia para la oración. Sus iglesias deben ser honradas y no se les debe impedir edificar iglesias ni reparar conventos.

No se les forzará a transportar armas o piedras; sino que los musulmanes deben protegerles y defenderles de los demás. Incumbe de manera positiva a cada uno de la nación del islam no contradecir ni desobedecer este juramento hasta el Día de la Resurrección y el fin del mundo.

## Autenticidad
Muchos eruditos de la Edad Moderna aceptaron la autenticidad de la obra, entre ellos Franciscus Quaresmius, Balthasar de Monconys y Kara Mustafá Pachá. El erudito musulmán contemporáneo John Andrew Morrow también defiende la autenticidad del documento, señalando que el texto se reproduce verbatim en numerosas fuentes islámicas, a lo largo de más de un milenio de califas y sultanes. Sin embargo, desde el siglo XIX varios aspectos del Ashtiname, especialmente la lista de testigos, han sido cuestionados por algunos estudiosos, y se ha señalado la ausencia de referencias a tales documentos en los textos islámicos clásicos. Existen similitudes con otros documentos concedidos a distintas comunidades religiosas del Próximo Oriente. Un ejemplo es la presunta carta de Mahoma a los cristianos de Nayarán, que salió a la luz por primera vez en 878 en un monasterio de Irak y cuyo texto se conserva en la Crónica de Séert.

## Influencia moderna
Se ha sostenido que el Ashtiname es un recurso para tender puentes entre musulmanes y cristianos. Por ejemplo, en 2009, en las páginas de The Washington Post, Muqtedar Khan tradujo íntegramente el documento, argumentando:

Quienes buscan fomentar la discordia entre musulmanes y cristianos se centran en los asuntos que dividen y subrayan las áreas de conflicto. Pero cuando se invocan y destacan recursos como la promesa de Mahoma a los cristianos, se tienden puentes. Inspira a los musulmanes a elevarse por encima de la intolerancia comunitaria y genera buena voluntad en los cristianos que pudieran albergar miedo al islam o a los musulmanes.

El Ashtiname es la inspiración de The Covenants Initiative, que insta a todos los musulmanes a cumplir los tratados y pactos que Mahoma concluyó con las comunidades cristianas de su tiempo.
El Ashtiname de Mahoma se refiere a la relación y el matrimonio de creencias cristianas y musulmanas y a la protección garantizada de las iglesias cristianas en regiones islámicas. Sin embargo, la interpretación moderna ha extendido esta tolerancia a otras religiones, como el judaísmo y el hinduismo:

Corán (2:256) «No hay coacción en religión...»

En 2018, la sentencia firme en el caso de blasfemia de Asia Bibi en Pakistán citó el pacto. Señaló que uno de los acusadores de Noreen violó el Ashtiname de Mahoma, un «pacto concertado por Mahoma con los cristianos en el siglo VII pero aún válido hoy». En 2019, Imran Khan, entonces primer ministro de Pakistán, citó el pacto en un discurso pronunciado en la Cumbre Mundial de Gobiernos (World Government Summit).

### Citas
1. ↑  Dehghani, Mohammad (11 de agosto de 2014). «'Āshtīnāmeh' va 'Tovāreh', do loghat-e mahjur-e Fārsi dar kuh-e sinā». 'Ayandeh' magazine. 1368 Hš. p. 584. Archivado desde el original el 11 de agosto de 2014. Consultado el 29 de octubre de 2019.
2. ↑  «Mohammed and the Holy Monastery of Sinai». Archivado desde el original el 13 de noviembre de 2013. Consultado el 9 de septiembre de 2013. Parámetro desconocido |url-status= ignorado (ayuda)
3. 1 2 3 4 5 6  Ratliff, Brandie (2008). «The monastery of Saint Catherine at Mount Sinai and the Christian communities of the Caliphate». Sinaiticus. The bulletin of the Saint Catherine Foundation (en inglés). Archivado desde el original el |urlarchivo= requiere |fechaarchivo= (ayuda).
4. ↑  Lafontaine-Dosogne, «Le Monastère du Sinaï: creuset de culture chrétiene (Xe-XIIIe siècle)», p. 105.
5. ↑  Atiya, «The Monastery of St. Catherine and the Mount Sinai Expedition», p. 578.
6. ↑    -  Wikisource contiene obras originales de o sobre Ashtiname de Mahoma.
7. ↑  Morrow, John Andrew (2021). The Islamic Interfaith Initiative: no fear shall be upon them. Newcastle upon Tyne. p. 335. ISBN 978-1-5275-7482-3.
8. ↑  «Dr. John Andrew Morrow». 27 de enero de 2015. Archivado desde el original el 13 de octubre de 2022. Consultado el 9 de octubre de 2022. Parámetro desconocido |sitio= ignorado (se sugiere |obra=) (ayuda); Parámetro desconocido |url-status= ignorado (ayuda)
9. ↑  Morrow, John Andrew (16 de octubre de 2019). «The Covenants of the Prophet Muhammad Continue to Cause Controversy» (en inglés estadounidense). Consultado el 4 de septiembre de 2023. Parámetro desconocido |sitio= ignorado (se sugiere |obra=) (ayuda)
10. ↑  John Andrew Morrow, ed. (2017). Islām and the People of the Book Volumes 1-3: Critical Studies on the Covenants of The Prophet (en inglés). Cambridge: Cambridge Scholars Publishing. ISBN 978-1-5275-9876-8. Parámetro desconocido |editor-nombre= ignorado (se sugiere |nombre-editor=) (ayuda); Parámetro desconocido |editor-apellido= ignorado (se sugiere |apellido-editor=) (ayuda)
11. ↑  Morrow, John Andrew (2013). The Covenants of the Prophet Muhammad with the Christians of the World (en inglés). New York: Angelico Press. ISBN 978-1597314657.
12. ↑  Ratliff, «The Monastery of Saint Catherine at Mount Sinai and the Christian communities of the Caliphate», nota 9. (Ratliff remite a Mouton, «Les musulmans à Sainte-Catherine au Moyen Âge», p. 177).
13. ↑  Sanni, Amidu Olalekan (2015). «The Covenants of the Prophet Muḥammad with the Christians of the World». Journal of Muslim Minority Affairs, 35(4), 589–592. doi:10.1080/13602004.2015.1112122.
14. 1 2  Khan, Muqtedar (30 de diciembre de 2009). «Muhammad's promise to Christians». The Washington Post. Archivado desde el original el 18 de enero de 2010. Consultado el 1 de diciembre de 2012. Parámetro desconocido |url-status= ignorado (ayuda)
15. ↑  «covenantsoftheprophet.org». Consultado el 26 de febrero de 2018.
16. ↑  «Exclusive: Ashtiname of Muhammad (PBUH)». Consultado el 14 de abril de 2023. Parámetro desconocido |sitio= ignorado (se sugiere |obra=) (ayuda)
17. ↑  Aqeel, Asif (31 de octubre de 2018). «Pakistan Frees Asia Bibi from Blasphemy Death Sentence» (en inglés). Christianity Today. Consultado el 31 de octubre de 2018.
18. ↑  Insaf.pk, ed. (22 de diciembre de 2018). «PM Imran Khan Speech at 100 Days Performance of Punjab government» (en urdu). Archivado desde el original el 24 de diciembre de 2018. Consultado el 23 de diciembre de 2018. Parámetro desconocido |url-status= ignorado (ayuda)